# Kazimierz Zieliński (rzeźbiarz)

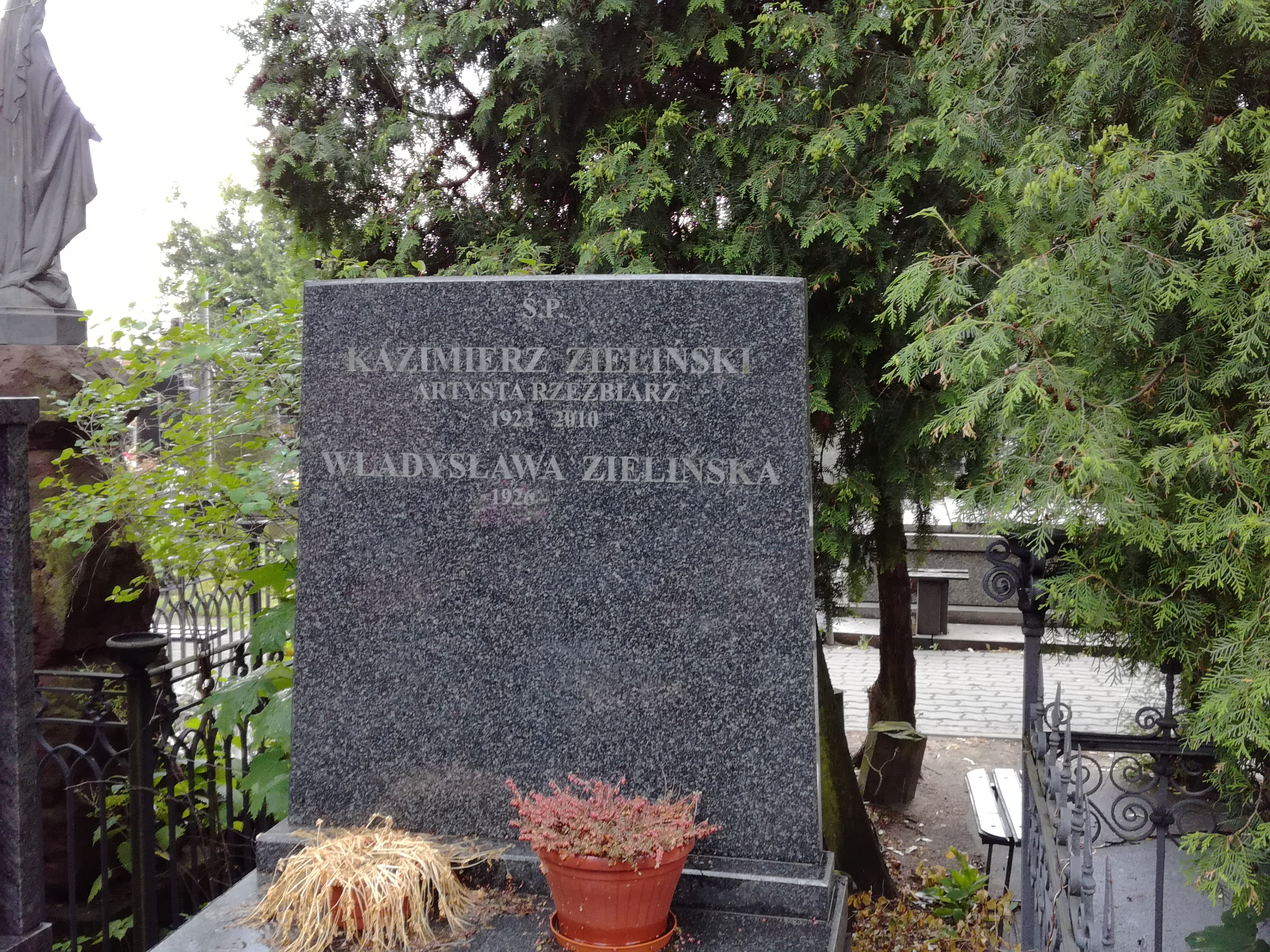
Grób prof. Kazimierza Zielińskiego na cmentarzu Bródnowskim

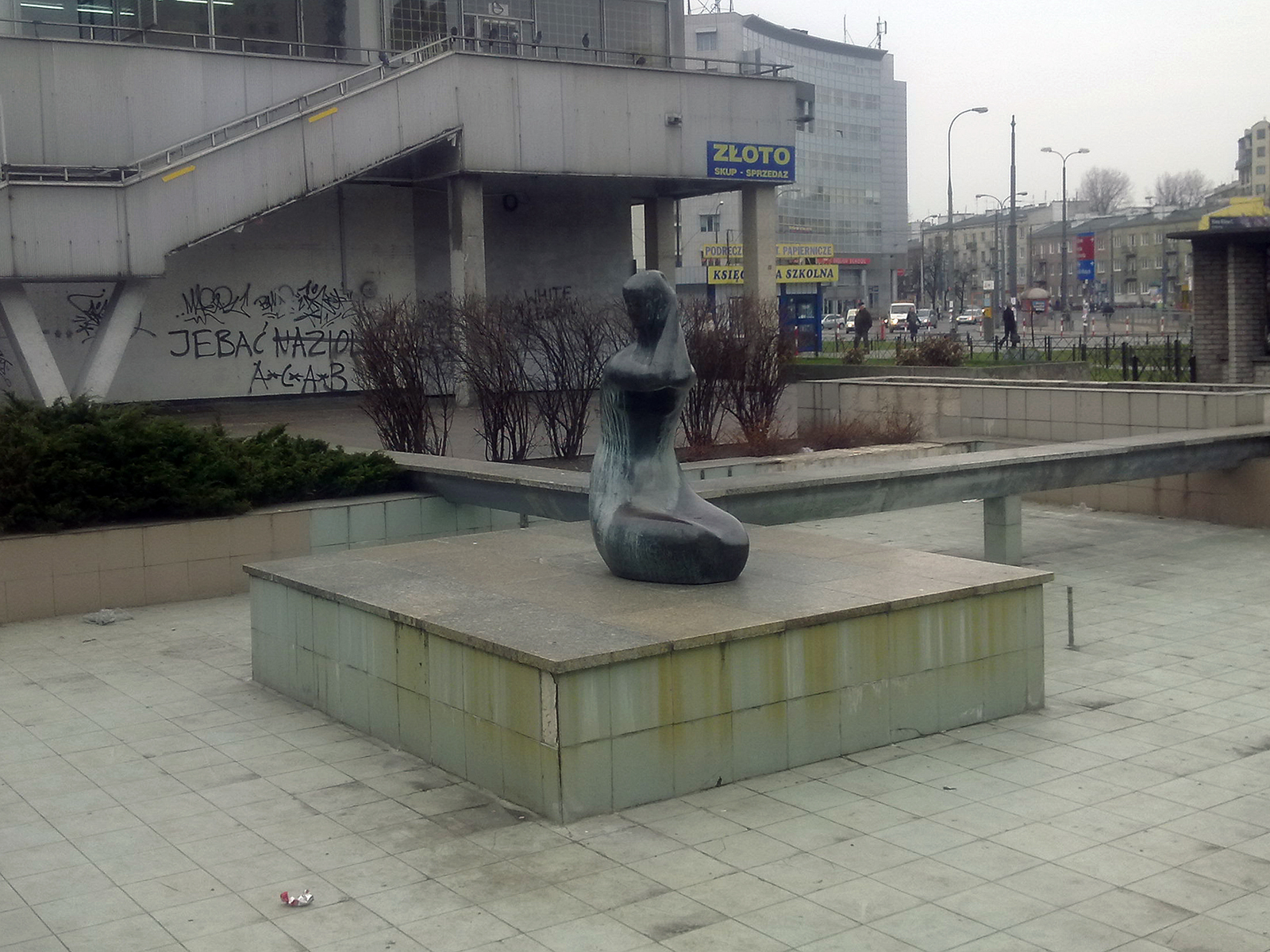
Poranek – rzeźba Kazimierza Zielińskiego umieszczona przed Uniwersamem Grochów

Kazimierz Zieliński (ur. 24 kwietnia 1923 w Łodzi, zm. 8 września 2010 w Warszawie) – rzeźbiarz, pedagog, profesor ASP. 
W 1946 w Państwowej Wyższej Szkole Sztuk Plastycznych w Gdańsku rozpoczął studia rzeźbiarskie, które od 1949 kontynuował na Wydziale Rzeźby Akademii Sztuk Pięknych w Warszawie. 

## Twórczość
Jego prace znajdują się w muzeach i zbiorach prywatnych w Polsce oraz w USA, Rosji, Danii, Holandii, Kanadzie, Norwegii, Niemczech, Szwecji, Włoszech. Uczestniczył w kilkunastu wystawach indywidualnych i kilkudziesięciu zbiorowych w kraju i za granicą. W swojej działalności nie ograniczał się do czystej rzeźby, lecz współpracował przy projektowaniu architektury, tworzył formy wystawiennicze i scenograficzne, projektował medale i tablice pamiątkowe. Ważniejsze realizacje rzeźbiarskie znajdują się m.in. w Warszawie, Kopenhadze, Olsztynie, Kętrzynie, Płocku, Ostrołęce i Mławie.
W jego twórczości najważniejsze miejsce zajmował akt kobiecy i w wielu miastach znajdują się realizacje rzeźbiarskie zarówno wielkich, jak też małych form. W linorytach i płaskorzeźbach wykorzystywał tematykę marynistyczną i wojskową związaną z osobistymi przeżyciami i doświadczeniami.
Drugim bardzo istotnym nurtem była praca pedagogiczna na Wydziale Rzeźby w warszawskiej ASP, kontynuowana nieprzerwanie od 1950 aż do przejścia na emeryturę. Organizował, a potem kierował Zakładem Metalu. Współpracował z prof. Tadeuszem Breyerem i prof. Marianem Wnukiem.
Zaprojektował jedną z dwóch pierwszych dziesięciozłotówek powszechnego obiegu, o średnicy 31 mm, z Tadeuszem Kościuszką, wprowadzoną w 1959 r., bitą w latach 1959–1966. Projekt ten wykorzystano również do produkcji zmniejszonej wersji tego nominału (średnica 28 mm), bitej w latach 1969–1973. Był również współautorem, razem z Edmundem Johnem, konkurencyjnego projektu 10-złotówki z Tadeuszem Kościuszką, który zmaterializował się przede wszystkim w postaci kolekcjonerskiej próby niklowej. W 1974 otrzymał Brązowy Medal „Za zasługi dla obronności kraju”.
Monety jego autorstwa były sygnowane monogramem K Z.
Został pochowany na cmentarzu Bródnowskim (kwatera 4A-2-11).